# Del lado del verano
Del lado del verano es una película española dirigida por la actriz, guionista y directora Antonia San Juan. Rodada durante el año 2010 en Gran Canaria y estrenada en 2013 en España.

## Producción
La película fue producida por la productora Trece Producciones, una productora española que pertenece a Antonia San Juan y Luis Miguel Seguí. El guion original es obra de Antonia San Juan, quien aparte de guionista fue directora y actriz en esta película.

## Argumento
Tana es una mujer canaria que tiene una familia de los más dispar. La muerte de su padre pone en evidencia la mala relación que toda la familia tiene entre sí. Ella quiere huir de su familia pero sin perderla. La opción que ha estado buscando durante tanto tiempo reside en ir junto a su novio a trabajar a Australia con una beca de estudios, pero cuando la consigue su novio no querrá acompañarla.
Mientras tanto, el resto de la familia, una familia que no parece tener problemas de dinero, demuestra un vacío cultural enorme, siendo unas personas vulgares con valores en varios casos arcaicos, pero siendo lo peor de ello el hecho de que parecen sentirse orgullosos de esa situación.
La evolución de los personajes durante la película gira en torno al avance de los problemas de cada uno de los personajes derivados de su propia vulgaridad, en lo que Antonia San Juan ha caricaturizado para hacer una llamada de atención a las consecuencias de una educación anclada en el pasado y repleta de ingredientes machistas y tradicionalistas

## Reparto

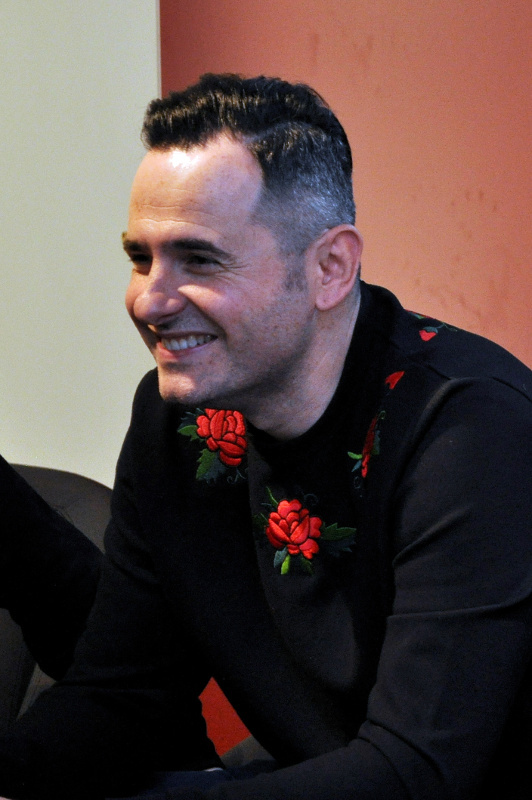
L. M. Seguí en la presentación en la Fnac de la película en DVD.

| Intérprete                  | Personaje        |
| --------------------------- | ---------------- |
| Macarena Gómez              | Tana             |
| Antonia San Juan            | Blanca           |
| Mariam Hernández            | Estela           |
| Luis Miguel Seguí           | Adolfo           |
| Blanca Rodríguez            | Carmen           |
| Eduardo Casanova            | Tomás            |
| Secun de la Rosa            | Carlos           |
| Sara Guerra                 | Lola             |
| Milagros González Gutiérrez | Rosa             |
| Rubén Tejerina              | Raúl             |
| Héctor Montoliu             | Darío            |
| Ambar Gómez                 | Lili             |
| Melody Díaz                 | Remi             |
| Carmelo Alcántara           | Salomón          |
| Petite Lorena               | Vanesa           |
| Leo Medina                  | Jacinta          |
| Isabel Prinz                | Doña Susa        |
| Lidia Quintana              | Conchita         |
| Luifer Rodríguez            | Pepe             |
| Marc Romero                 | Amante de Adolfo |
| Dani Medina                 | Pedestrian       |
| Saray Ramírez Martín        | Cantante         |

## Críticas
Aunque algunas críticas han sido favorables al intento de Antonia San Juan de criticar las viejas tradiciones machistas y homófobas de una sociedad canaria profunda, otros críticos han puesto de manifiesto el desmesurado nivel que Antonia San Juan le da a la película, especialmente al principio, y que no se solventa sino hasta el final del largometraje.
Irónicamente, algunas de las críticas han puesto de manifiesto que uno de los peores personajes, desde el punto de vista de la exageración en sus formas, es el de Blanca, el personaje al que da vida la propia Antonia San Juan, alabando por otro lado la espectacular actuación de Macarena Gómez (Tana) y Eduardo Casanova (Tomás) que dan más luz a la película.